# アントレプレナー教育
アントレプレナー教育（アントレプレナーきょういく）または起業家教育（きぎょうかきょういく）とは、起業家的な精神と資質・能力を育む教育である。アントレプレナーシップ教育、起業家精神涵養教育（きぎょうかせいしんかんようきょういく）ともいう。

## 概要
次世代の経済産業界を担う人材育成を目的として、主に大学などの高等教育においてアントレプレナー教育（起業家教育）が取り上げられるようになった。当初は名称の通り、起業家としてのあり方を学ぶことで、未来を担う起業人（アントレプレナー）育成を目的としていた。しかし近年の学校教育においては、起業家の生き方や精神（アントレプレナーシップ）を様々な体験から学ぶことで、若者が社会における自分のあり方や困難に対峙する力を学ぶという、広義の目的で説明されることが教育現場では主流となっている。

## 学校教育上の目標
- 積極的に夢や理想を語り合い、その実現に向けての自分のありかたを考える。
- 自己の発想や工夫を、積極的に社会への貢献や理想とする社会の実現に生かそうとする意欲を育てる。
- 児童生徒が自己について発見し、さらなる自己開発のきっかけを促す。
- 「社会」を意識する活動を通して、学校と社会の橋渡しを行う。
- 発想や工夫する力を高め、自己の持つ理想を実現することの喜びを実感させる。